# Phật Cương
Phật Cương (chữ Hán giản thể: 佛冈县) là một huyện thuộc địa cấp thị Thanh Viễn, tỉnh Quảng Đông, Cộng hòa Nhân dân Trung Hoa. Huyện này có diện tích 1302-lô-mét vuông]], dân số 310.000 người. Mã số bưu chính là 511600. Huyện lỵ đóng tại trấn Thạch Giác. Thời lưỡng Hán, Phật Cương thuộc huyện Trung Xá quận Nam Hải, huyện Trinh Dương quận Quế Dương. Nam Bắc triều, phía nam của Phật Cương thuộc huyện Phù Hộ, phía bắc thuộc huyện Trinh Dương. Thời Tùy - Đường thuộc Anh Đức, Thanh Viễn. Năm 1813 (năm Gia Khánh thứ 18) lập dinh Phật Cương.

## Khí hậu
| Dữ liệu khí hậu của Phật Cương, elevation 97 m (318 ft), (1991–2020 normals, extremes 1981–2010) | Dữ liệu khí hậu của Phật Cương, elevation 97 m (318 ft), (1991–2020 normals, extremes 1981–2010) | Dữ liệu khí hậu của Phật Cương, elevation 97 m (318 ft), (1991–2020 normals, extremes 1981–2010) | Dữ liệu khí hậu của Phật Cương, elevation 97 m (318 ft), (1991–2020 normals, extremes 1981–2010) | Dữ liệu khí hậu của Phật Cương, elevation 97 m (318 ft), (1991–2020 normals, extremes 1981–2010) | Dữ liệu khí hậu của Phật Cương, elevation 97 m (318 ft), (1991–2020 normals, extremes 1981–2010) | Dữ liệu khí hậu của Phật Cương, elevation 97 m (318 ft), (1991–2020 normals, extremes 1981–2010) | Dữ liệu khí hậu của Phật Cương, elevation 97 m (318 ft), (1991–2020 normals, extremes 1981–2010) | Dữ liệu khí hậu của Phật Cương, elevation 97 m (318 ft), (1991–2020 normals, extremes 1981–2010) | Dữ liệu khí hậu của Phật Cương, elevation 97 m (318 ft), (1991–2020 normals, extremes 1981–2010) | Dữ liệu khí hậu của Phật Cương, elevation 97 m (318 ft), (1991–2020 normals, extremes 1981–2010) | Dữ liệu khí hậu của Phật Cương, elevation 97 m (318 ft), (1991–2020 normals, extremes 1981–2010) | Dữ liệu khí hậu của Phật Cương, elevation 97 m (318 ft), (1991–2020 normals, extremes 1981–2010) | Dữ liệu khí hậu của Phật Cương, elevation 97 m (318 ft), (1991–2020 normals, extremes 1981–2010) |
| Tháng                                                                                            | 1                                                                                                | 2                                                                                                | 3                                                                                                | 4                                                                                                | 5                                                                                                | 6                                                                                                | 7                                                                                                | 8                                                                                                | 9                                                                                                | 10                                                                                               | 11                                                                                               | 12                                                                                               | Năm                                                                                              |
| ------------------------------------------------------------------------------------------------ | ------------------------------------------------------------------------------------------------ | ------------------------------------------------------------------------------------------------ | ------------------------------------------------------------------------------------------------ | ------------------------------------------------------------------------------------------------ | ------------------------------------------------------------------------------------------------ | ------------------------------------------------------------------------------------------------ | ------------------------------------------------------------------------------------------------ | ------------------------------------------------------------------------------------------------ | ------------------------------------------------------------------------------------------------ | ------------------------------------------------------------------------------------------------ | ------------------------------------------------------------------------------------------------ | ------------------------------------------------------------------------------------------------ | ------------------------------------------------------------------------------------------------ |
| Cao kỉ lục °C (°F)                                                                               | 28.0 (82.4)                                                                                      | 29.8 (85.6)                                                                                      | 33.2 (91.8)                                                                                      | 33.6 (92.5)                                                                                      | 35.3 (95.5)                                                                                      | 38.4 (101.1)                                                                                     | 39.8 (103.6)                                                                                     | 38.0 (100.4)                                                                                     | 37.0 (98.6)                                                                                      | 36.5 (97.7)                                                                                      | 34.1 (93.4)                                                                                      | 29.0 (84.2)                                                                                      | 39.8 (103.6)                                                                                     |
| Trung bình ngày tối đa °C (°F)                                                                   | 17.2 (63.0)                                                                                      | 18.8 (65.8)                                                                                      | 21.1 (70.0)                                                                                      | 25.7 (78.3)                                                                                      | 29.4 (84.9)                                                                                      | 31.6 (88.9)                                                                                      | 33.3 (91.9)                                                                                      | 33.2 (91.8)                                                                                      | 31.6 (88.9)                                                                                      | 28.6 (83.5)                                                                                      | 24.3 (75.7)                                                                                      | 19.3 (66.7)                                                                                      | 26.2 (79.1)                                                                                      |
| Trung bình ngày °C (°F)                                                                          | 12.2 (54.0)                                                                                      | 14.1 (57.4)                                                                                      | 17.0 (62.6)                                                                                      | 21.6 (70.9)                                                                                      | 25.1 (77.2)                                                                                      | 27.2 (81.0)                                                                                      | 28.3 (82.9)                                                                                      | 28.1 (82.6)                                                                                      | 26.5 (79.7)                                                                                      | 23.2 (73.8)                                                                                      | 18.7 (65.7)                                                                                      | 13.8 (56.8)                                                                                      | 21.3 (70.4)                                                                                      |
| Tối thiểu trung bình ngày °C (°F)                                                                | 8.9 (48.0)                                                                                       | 11.0 (51.8)                                                                                      | 14.1 (57.4)                                                                                      | 18.7 (65.7)                                                                                      | 22.1 (71.8)                                                                                      | 24.4 (75.9)                                                                                      | 25.1 (77.2)                                                                                      | 24.8 (76.6)                                                                                      | 23.1 (73.6)                                                                                      | 19.5 (67.1)                                                                                      | 14.9 (58.8)                                                                                      | 10.3 (50.5)                                                                                      | 18.1 (64.5)                                                                                      |
| Thấp kỉ lục °C (°F)                                                                              | −0.9 (30.4)                                                                                      | 0.7 (33.3)                                                                                       | 0.6 (33.1)                                                                                       | 7.3 (45.1)                                                                                       | 12.1 (53.8)                                                                                      | 15.1 (59.2)                                                                                      | 20.5 (68.9)                                                                                      | 21.2 (70.2)                                                                                      | 14.4 (57.9)                                                                                      | 8.9 (48.0)                                                                                       | 3.0 (37.4)                                                                                       | −1.3 (29.7)                                                                                      | −1.3 (29.7)                                                                                      |
| Lượng Giáng thủy trung bình mm (inches)                                                          | 68.7 (2.70)                                                                                      | 75.3 (2.96)                                                                                      | 161.3 (6.35)                                                                                     | 252.7 (9.95)                                                                                     | 373.2 (14.69)                                                                                    | 462.2 (18.20)                                                                                    | 243.2 (9.57)                                                                                     | 231.0 (9.09)                                                                                     | 144.6 (5.69)                                                                                     | 53.1 (2.09)                                                                                      | 54.7 (2.15)                                                                                      | 53.6 (2.11)                                                                                      | 2.173,6 (85.55)                                                                                  |
| Số ngày giáng thủy trung bình (≥ 0.1 mm)                                                         | 9.0                                                                                              | 11.8                                                                                             | 17.3                                                                                             | 17.7                                                                                             | 19.4                                                                                             | 20.8                                                                                             | 17.4                                                                                             | 17.1                                                                                             | 11.4                                                                                             | 5.5                                                                                              | 6.8                                                                                              | 6.7                                                                                              | 160.9                                                                                            |
| Số ngày tuyết rơi trung bình                                                                     | 0.1                                                                                              | 0                                                                                                | 0                                                                                                | 0                                                                                                | 0                                                                                                | 0                                                                                                | 0                                                                                                | 0                                                                                                | 0                                                                                                | 0                                                                                                | 0                                                                                                | 0                                                                                                | 0.1                                                                                              |
| Độ ẩm tương đối trung bình (%)                                                                   | 71                                                                                               | 76                                                                                               | 81                                                                                               | 82                                                                                               | 82                                                                                               | 84                                                                                               | 81                                                                                               | 81                                                                                               | 78                                                                                               | 70                                                                                               | 69                                                                                               | 67                                                                                               | 77                                                                                               |
| Số giờ nắng trung bình tháng                                                                     | 113.5                                                                                            | 82.2                                                                                             | 65.7                                                                                             | 77.9                                                                                             | 112.7                                                                                            | 132.5                                                                                            | 193.9                                                                                            | 192.6                                                                                            | 185.5                                                                                            | 192.6                                                                                            | 167.8                                                                                            | 155.2                                                                                            | 1.672,1                                                                                          |
| Phần trăm nắng có thể                                                                            | 34                                                                                               | 26                                                                                               | 18                                                                                               | 20                                                                                               | 27                                                                                               | 33                                                                                               | 47                                                                                               | 48                                                                                               | 51                                                                                               | 54                                                                                               | 51                                                                                               | 47                                                                                               | 38                                                                                               |
| Nguồn: China Meteorological Administration                                                       |                                                                                                  |                                                                                                  |                                                                                                  |                                                                                                  |                                                                                                  |                                                                                                  |                                                                                                  |                                                                                                  |                                                                                                  |                                                                                                  |                                                                                                  |                                                                                                  |                                                                                                  |